# Monoplacophora
I Monoplacofori (Monoplacophora Odhner, 1940) sono una classe del phylum dei molluschi.

## Descrizione
Le poche specie viventi note sono caratterizzate da una simmetria bilaterale, dalla metameria, dalla presenza di due cavità celomatiche e una cavità pericardica. Il corpo comprende un piede circolare circondato dal solco del mantello ed è ricoperto dorsalmente da una conchiglia unica, conica e ad apice leggermente incurvato. Il sacco dei visceri non ha subito torsione.
Vi sono otto paia di muscoli retrattori pedali e altri retrattori delle branchie (5 paia), 2 paia di cordoni nervosi longitudinali connessi da commensure trasversali in maniera metamerico-simile e anche i nefridi vengono ripetuti a disposizione metamerica. 
Da queste osservazioni si può ritenere che i Monoplacofori rappresentino un tentativo, non completamente riuscito, di evoluzione della metameria.
Sono muniti anteriormente di due tentacoli. L'apertura boccale è situata nel solco del mantello, preceduta da un velo ed è provvista di radula. L'apertura anale è posteriore e l'intestino è lungo e forma delle anse.
L'apparato respiratorio è rappresentato da cinque paia di branchie uniseriate situate nel solco del mantello. Il cuore è munito di due atrii a cui affluisce il sangue dalle ultime due paia di branchie.
Il sistema nervoso è costituito da un cingolo periesofageo e da due paia di tronchi longitudinali (pedali e viscero-palleali) uniti da dieci paia di commissure latero-pedali. Anche l'apparato escretore ha ordinamento metamerico con sei (o sette) paia di metanefridii connessi con il celoma o con il pericardio.
I sessi sono separati con due paia di gonadi in rapporto con le corrispondenti paia di nefridi.

## Distribuzione e habitat
Sono distribuiti in quasi tutti i mari e gli oceani del mondo. Nel Mar Mediterraneo è presente (anche se raro) il genere Veleropilina.
I monoplacofori vivono generalmente in acque profonde (oltre i 3000 metri sotto il livello del mare); ne sono state trovati comunque fino a una profondità minima di circa 200 m (genere Vema).

## Tassonomia
La tassonomia di questa classe è in discussione e in rapida evoluzione.
MolluscaBase (2020) riconosce tre ordini, due dei quali estinti:
- Cyrtonellida †
- Sinuitopsida †
- Tryblidiida
  - Neopilinidae Knight & Yochelson, 1958
  - Tryblidiidae Pilsbry, 1899 †

Le circa 30 specie viventi note appartengono tutte alla famiglia Neopilinidae.

## Evoluzione
Di questa classe di molluschi sono stati ritrovati fossili tra il Cambriano e il Devoniano, per cui essi erano considerati estinti da circa 380 milioni di anni.
Nel 1957 fu pubblicata la notizia che una nave oceanografica danese, la Galathea, aveva raccolto nel 1952 vari esemplari di monoplacofori a 3370 metri di profondità al largo delle coste occidentali della Costa Rica. Alla nuova specie fu dato il nome di Neopilina galatheae (in onore della nave che effettuò i dragaggi).